# Béla Tarr
Béla Tarr (Pécs, 21 luglio 1955) è un regista e sceneggiatore ungherese.
Sebbene poco conosciuti dal pubblico generalista, i film di Béla Tarr hanno riscontrato sempre un ottimo successo di critica; Tarr è considerato uno degli autori più importanti del cinema contemporaneo.
I suoi film sono caratterizzati da lunghi piani sequenza, da un forte nichilismo di fondo e (nella seconda parte di carriera) dal bianco e nero. Alcuni dei suoi film come Sàtàntangò, Il cavallo di Torino e Le armonie di Werckmeister sono considerati tra i capolavori assoluti del cinema ungherese ed europeo.

## Carriera
Il suo interesse per la regia cominciò all'età di 16 anni, realizzando cortometraggi amatoriali e successivamente lavorando come custode presso la nazionale Casa per la cultura ed il divertimento. I suoi lavori amatoriali lo portarono all'attenzione dei Béla Balázs Studios, studi che prendono il nome dal teorico cinematografico ungherese Béla Balázs, che finanziarono il debutto di Tarr nel 1979 con il film Nido familiare (Családi tűzfészek). Molti critici pensarono di trovare nel film l'influenza di John Cassavetes, ma lo stesso Tarr ha dichiarato di non aver mai visto nessuno dei film di Cassavetes prima di girare Családi tűzfészek.
Béla codifica per la prima volta il suo stile con il film Perdizione (Kárhozat), nel 1988. Dopo di esso gira quello che è considerato solitamente il suo capolavoro, il monumentale Satantango, della durata di sette ore e mezza. Ad esso seguono il lirico Le armonie di Werckmeister e L'uomo di Londra, che si differenzia per alcuni versi dal resto della filmografia di Tarr, tra i quali il ricorso all'utilizzo di attori famosi (Tilda Swinton) e la scelta del soggetto (un giallo tratto da un romanzo di Simenon). Dopo aver vinto l'Orso d'argento al festival di Berlino 2011 con il film Il cavallo di Torino ha annunciato di voler abbandonare la professione di regista.

## Stile di regia
Lo stile di regia di Béla Tarr è la caratteristica che lo ha portato alle attenzioni della critica e dei cinefili di tutto il mondo. Nella prima parte della sua carriera, da Nido familiare a Almanacco d'autunno, Béla Tarr gira con uno stile diverso da quello per cui è diventato famoso, con un ampio uso della telecamera a spalla, senza ricorrere tanto frequentemente al bianco e nero e raccontando i drammi dell'Ungheria comunista nei suoi aspetti più intimi e nelle sue ripercussioni, a volte usando anche attori non professionisti. Rapporti prefabbricati è considerato il miglior lavoro di questa prima fase della sua carriera.
Con Almanacco d'autunno Tarr inizia a codificare il suo stile, ma è con Perdizione che questo stile prende forma in maniera definitiva. Nella seconda parte della sua carriera, considerata la più importante, Tarr gira sempre in bianco e nero e con lunghi piani sequenza. I suoi film trattano temi che indagano la razza umana principalmente nelle sue forme più degradate, pigre e incivili e raccontano dell'impotenza dell'uomo davanti alla fine.

## Troupe
Nella sua troupe permangono inoltre dei collaboratori di fiducia: il compositore Mihály Víg, la moglie e co-regista Ágnes Hranitzky, lo scrittore e sceneggiatore László Krasznahorkai e il direttore della fotografia Gábor Medvigy (poi sostituito da Fred Kelemen).

## Filmografia

### Regia
Cinema
- Hotel Magnezit (1978) - cortometraggio
- Nido familiare (Családi tűzfészek) (1979)
- L'outsider (Szabadgyalog) (1981)
- Rapporti prefabbricati (Panelkapcsolat) (1982)
- Almanacco d'autunno (Őszi almanach) (1984)
- Perdizione (Kárhozat) (1988)
- Satantango (Sátántangó) (1994)
- Viaggio nella pianura ungherese (Utazás az Alföldön) (1995) - documentario
- Le armonie di Werckmeister (Werckmeister harmóniák) (2000)
- Prologo in Visions of Europe (2004) - film collettivo
- L'uomo di Londra (A londoni férfi) (2007)
- Il cavallo di Torino (A torinói ló) (2011)

Televisione
- Macbeth (1982) - film TV

### Produttore esecutivo
- Lamb (Dýrið), regia di Valdimar Jóhannsson (2021)

## Riconoscimenti
- Festival internazionale del cinema di Berlino
  - 1994 - Premio Caligari per Satantango
  - 2001 - Premio dei lettori del Berliner Zeitung per Le armonie di Werckmeister
  - 2011 - Premio FIPRESCI per Il cavallo di Torino
  - 2011 - Orso d'argento, gran premio della giuria per Il cavallo di Torino
  - 2011 - In concorso per l'Orso d'oro con Il cavallo di Torino
- Festival di Cannes
  - 2007 - In concorso per la Palma d'oro con L'uomo di Londra
- European Film Awards
  - 1988 - Candidatura al miglior film giovane per Perdizione
  - 2011 - Candidatura al miglior regista per Il cavallo di Torino
  - 2023 - Premio onorario del Presidente dell'European Film Award e del Consiglio
- Palm Springs International Film Festival
  - 2012 - Premio FIPRESCI al miglior film straniero per Il cavallo di Torino
- Locarno Film Festival
  - 1982 - Menzione speciale della giuria per Rapporti prefabbricati
  - 1984 - Premio Ernest Artaria per Almanacco d'autunno
- Bergamo Film Meeting
  - 1988 - Rosa Camuna di Bronzo per Perdizione
- Guldbagge
  - 2013 - Candidatura al miglior film straniero per Il cavallo di Torino